# تومويوشي كوياما
تومويوشي كوياما (باليابانية: 小山知良) مواليد 19 مارس 1983 في كاناغاوا، هو متسابق دراجات نارية ياباني. نافس في سباقات بطولة العالم لفئة 250 سي سي ولفئة 125 سي سي ولفئة 50 سي سي.

## سباقات فاز بها
- جائزة كتالونيا الكبرى للدراجات النارية 2007 (فئة 125 سي سي)

## روابط خارجية
- تومويوشي كوياما على موقع MotoGP.com (الإنجليزية)
- تومويوشي كوياما على موقع AS.com (الإسبانية)